# Stefano Liberti
Stefano Liberti (ur. 6 września 1974 w Rzymie) – włoski dziennikarz, autor reportaży i filmów dokumentalnych.

## Twórczość
Współpracuje z wieloma czasopismami europejskimi, w tym „Il manifesto”, „L’Espresso”, „Geo”, „El País”, „Ventiquattro” i „Le Monde diplomatique”.
W 2004 wraz z Tizianą Barrucci opublikował cykl reportaży Lo Stivale meticcio. L’immigrazione in Italia oggi (Wielorasowy półwysep. Imigracja w dzisiejszych Włoszech).
W 2007 otrzymał Nagrodę im. Marco Luchetty w kategorii „Najlepszy dziennikarz prasowy”, a w roku 2009 Nagrodę im. Indro Montanellego oraz Nagrodę im. Guido Carlettiego w kategorii „Dziennikarstwo społeczne” za książkę Na południe od Lampedusy. Rok później został laureatem nagrody L’Anello Debole.
W 2011 opublikował Land grabbing, reportaż poświęcony zjawisku nowej kolonizacji, który został przetłumaczony na wiele języków, w tym angielski, francuski, niemiecki, hiszpański, koreański i chiński.
W 2016 ukazała się książka poświęcona przemysłowi spożywczemu na świecie, Władcy jedzenia.
Wyreżyserował wiele filmów dokumentalnych: Mare chiuso (2012; nominacja do Nastro d’argento) z Andreą Segre, Container 158 (2013) z Enrico Parentim oraz Sojalizm (Soyalism, 2018) z Enrico Parentim.

## Wybrane publikacje książkowe
- Lo Stivale meticcio. L'immigrazione in Italia oggi (2004).
- Na południe od Lampedusy. Podróże rozpaczy (A sud di Lampedusa. Cinque anni di viaggi sulle rotte dei migranti, 2008), tłum. M. Wyrembelski, Wydawnictwo Czarne, Warszawa 2013, ISBN 978-83-7536-531-3.
- Land grabbing. Come il mercato delle terre crea il nuovo colonialismo (2011).
- Mare chiuso (2013).
- Władcy jedzenia. Jak przemysł spożywczy niszczy planetę (I signori del cibo. Viaggio nell'industria alimentare che sta distruggendo il pianeta, 2016), tłum. E. Nicewicz-Staszowska, Wydawnictwo Agora, Warszawa 2019, ISBN 978-83-2682-836-2.
- Il grande carrello. Chi decide cosa mangiamo (z Fabiem Ciconte, 2019).